# بروس مكدونالد (مخرج)
بروس مكدونالد هو مونتير وكاتب سيناريو ومنتج أفلام ومخرج كندي، ولد في 28 مايو 1959 في كينغستون في كندا.

## وصلات خارجية
- بروس مكدونالد على موقع IMDb (الإنجليزية)
- بروس مكدونالد على موقع ألو سيني (الفرنسية)
- بروس مكدونالد على موقع أول موفي (الإنجليزية)
- بروس مكدونالد على موقع قاعدة بيانات الأفلام السويدية (السويدية)
- بروس مكدونالد على موقع إن إن دي بي (الإنجليزية)
- بروس مكدونالد على موقع قاعدة بيانات الفيلم (الإنجليزية)
- بروس مكدونالد على موقع كينوبويسك (الروسية)